# Dolgonya
Dolgonya (szlovákul: Dlhoňa) község Szlovákiában, az Eperjesi kerület Felsővízközi járásában.

## Fekvése
Felsővízköztől 12 km-re északra, a Ladomér-patak és a lengyel határ között fekszik. Külterülete Lengyelország határáig ér.

## Története
A 18. század végén Vályi András így ír róla: „DOLHONYA. Orosz falu Sáros Vármegyében, földes Ura Gróf Áspermont Uraság, lakosai ó hitűek, fekszik a’ Makovitzai Uradalomban, határja meglehetős termékenységű, réttye, legelője jó, fája elég; de mivel határja néhol soványos, harmadik Osztálybéli.”
Fényes Elek 1851-ben kiadott geográfiai szótárában így ír a faluról: „Dolhonya, Sáros v. orosz falu a makoviczi uradal. Duplin fil. 5 romai, 170 g. kath., 5 zsidó lak. Ut. p. Orlik.”
1920 előtt Sáros vármegye Felsővízközi járásához tartozott.

## Népessége
| Év:            | 1994. | 2004.   | 2014.   | 2024.    |
| -------------- | ----- | ------- | ------- | -------- |
| Emberek száma: | 68    | 69      | 75      | 92       |
| Eltérés:       |       | +1,47 % | +8,69 % | +22,66 % |

| Év:            | 2023. | 2024.   |
| -------------- | ----- | ------- |
| Emberek száma: | 89    | 92      |
| Eltérés:       |       | +3,37 % |

1910-ben 124, túlnyomórészt ruszin lakosa volt.
2001-ben 69 lakosából 56 szlovák 7 ruszin és 4 ukrán volt.
2011-ben 69 lakosából 63 szlovák.